# Amaro Quintas
Amaro Soares Quintas (Recife, 22 de março de 1911 — 20 de maio de 1998) foi um historiador, advogado, professor e escritor brasileiro.
Era um dos mais conceituados historiadores pernambucanos e um dos melhores professores de história dos colégios e universidades de Pernambuco.

## Biografia
Amaro Quintas nasceu no Recife, filho do Juiz de direito Gabriel Soares Quintas e de Laura Pacheco Quintas.
Bacharel em Direito pela Faculdade de Direito do Recife, exerceu a advocacia no Recife, sendo agraciado com a medalha "José Paulo Cavalcanti" por ter completado 60 anos de inscrição na Ordem dos Advogados do Brasil-PE. Além de advogado foi também professor catedrático de história do Ginásio Pernambucano e, posteriormente, seu diretor. Fez parte, entre outros, do corpo docente da Faculdade de Filosofia do Recife (Fafire); do Colégio Israelita; da Escola Oswaldo Cruz; da Universidade Católica de Pernambuco, da Universidade Federal de Pernambuco (UFPE) e da Faculdade de Filosofia de Campina Grande, na Paraíba.
Nunca foi um político ou candidato a cargos eletivos, mas tinha uma posição política declarada. Posicionou-se contra a ditadura Vargas (1937/1945), sendo por isso perseguido. Quando a União Democrática Nacional (UDN) foi organizada como um partido de oposição ao Estado Novo, em 1944, Amaro Quintas tornou-se militante da Esquerda Democrática, presidida no Recife por Gilberto Freyre. Ao separar-se da UDN, a Esquerda Democrática passou a ser um partido autônomo, incluindo no seu programa político o apoio ao divórcio. Por ser um católico praticante, Quintas não aceitou esse apoio, desligando-se então do partido. Apesar do seu desligamento partidário, no entanto, continuou a defender reivindicações da esquerda brasileira da época, como o monopólio estatal do petróleo, a reforma agrária, o combate ao acordo militar Brasil-Estados Unidos.
Foi eleito para a Academia Pernambucana de Letras, tomando posse no dia 26 de janeiro de 1962 e era sócio, entre outras instituições, do Instituto Arqueológico, Histórico e Geográfico de Pernambuco.
Colaborou com os jornais recifenses Diário de Pernambuco e Jornal do Commercio, onde escreveu diversos artigos sobre história e política.
Em 1964, com o início da ditadura militar e a criação do Ato Institucional nº 5 (AI-5), foi cassado por ter feito uma conferência no Teatro Santa Isabel sobre o tema A livre determinação dos povos, incluindo no texto o assunto da livre escolha do regime político, o que provocou o descontentamento dos militares. Não chegou a ser preso porque foi auxiliado e escondido por seu grande amigo Gilberto Freyre.
Foi o primeiro diretor do Departamento de História Social do Instituto Joaquim Nabuco de Pesquisas Sociais, atual Fundação Joaquim Nabuco, cargo que exerceu até 1964.
Especialista nos movimentos libertários de Pernambuco, Amaro Quintas é autor de vários livros de História, especialmente sobre a Revolução Praieira, um dos assuntos mais estudados por ele.
Membro da Academia Pernambucana de Letras, ocupou a cadeira nº 32.

## Principais obras
- O Sentido Social da Revolução Praieira
- A Gênese do Espírito Republicano em Pernambuco e a Revolução de 1817
- Capitalismo e Cristianismo
- Um Analista Político do Século Passado: O Padre Lopes Gama
- Notícias e Anúncios de jornal
- Uma nova pasárgada (1956)
- Introdução aos estudos históricos (1957)